# Sealed Lips (film 1925)
Sealed Lips è un film muto del 1925 diretto da Antonio Gaudio. Il regista. più conosciuto come Tony Gaudio, è un famoso direttore della fotografia - vincitore anche di un Oscar - che ha diretto soltanto due pellicole, entrambe nel 1925.

## Trama
Margaret Blake, figlia di "Square Deal" Blake, un noto giocatore d'azzardo, non ha mai parlato di suo padre al fidanzato Alan Howard, un ricco giovanotto. Così quando Alan capita nella casa da gioco di Blake insieme all'amico Jack Warren, fraintende il sentimento che si accorge lega Margaret al vecchio giocatore. L'uomo sta per morire e la ragazza dimostra per lui un trasporto che induce Alan a rompere con la fidanzata senza averle dato alcuna possibilità di spiegarsi.
Dopo la morte del padre, Margaret eredita la sua casa da gioco. Intanto George Garnett, l'avvocato di Blake, è diventato molto amico di Alice, la sorella di Alan, e - tramite lei - riesce a convincere il vecchio Howard a puntare tutta la sua fortuna, ammontante a duecentocinquantamila dollari in azioni, nel gioco. Howard, però, perde tutto e viene stroncato da un infarto. Alan, allora, accusa Margaret di essere lei responsabile della morte di suo padre e così, quando l'ex fidanzata gli offre la restituzione delle azioni, lui rifiuta. Alice, invece, accetta ma Garrett - che vuole scappare in Sudamerica con quei soldi - cerca di impadronirsi del denaro. Aggredita da lui, Alice pugnala l'avvocato e, convinta di averlo ucciso, fugge via. Margaret accusa sé stessa cercando di salvare così la sorella di Alan ma la polizia arresta tutte e due le ragazze.
Garrett, alla fine, verrà smascherato e due coppie felici potranno convolare a nozze: Margaret, riconciliata con il suo Alan e Alice, fidanzata a Jack Warren.

## Produzione
Il film fu prodotto dalla Columbia Pictures Corporation.

## Distribuzione
Distribuito dalla Columbia Pictures Corporation, il film - della durata di 52 minuti - uscì nelle sale cinematografiche USA il 15 settembre 1925. Nel Regno Unito, la Film Booking Offices (FBO) lo distribuì il 21 giugno 1926.
In Brasile, fu ribattezzato Lábios Selados.